# Чистые игры
Чистые Игры — экологическое общественное движение по очистке от мусора местной природной среды путём проведения специальных игр. Игры проводятся в виде командных соревнований волонтёров по сбору мусора на определённой территории с его последующим разделением для переработки и утилизации. Движение возникло в Санкт-Петербурге в 2014 году из небольшой группы активистов, поражённых замусоренностью природы вокруг городов. Необычный игровой способ решения актуальной экологической проблемы обрёл популярность в России и в мире.
Сами «Чистые Игры» проводятся в виде экологических квестов на местности. Участники на ограниченном пространстве за ограниченное время собирают и сортируют мусор, ищут артефакты, решают экологические загадки, получая за это баллы. Побеждает команда, собравшая и отсортировавшая наибольшее количество мусора, а также выполнившая дополнительные задания. Победители награждаются. Ход игры отражается в реальном времени на сайте и в мобильном приложении «Чистых Игр». В рамках одной игры обычно участвуют 100 — 200 человек, собирается от 2 до 5 тонн мусора. В среднем участник такой игры собирает в 5 — 10 раз больше, чем во время обычных субботников.
На сентябрь 2024 года, с момента основания проекта в эко-квестах под брендом «Чистые Игры» приняли участие почти 200000 человек, собравших более 4400 тонн мусора. Проведено более 2800 игр в 697 городах 38 стран на трёх континентах.
Методика «Чистых Игр» распространяется бесплатно. На июнь 2021 года движение имело около 500 региональных координаторов во многих городах и странах мира.
Объединять людей по всему миру через Чистые Игры — соревнования по уборке природных территорий. Вовлекая сообщества, организации и страны, мы делаем планету чище. В наших играх выигрывают все!— Миссия движения «Чистые Игры»
По мере роста и развития движения основными целями стали повышение культуры обращения с отходами, пропаганда раздельного сбора и переработки отходов, вовлечение населения в экологическое волонтерство.

## Этапы развития

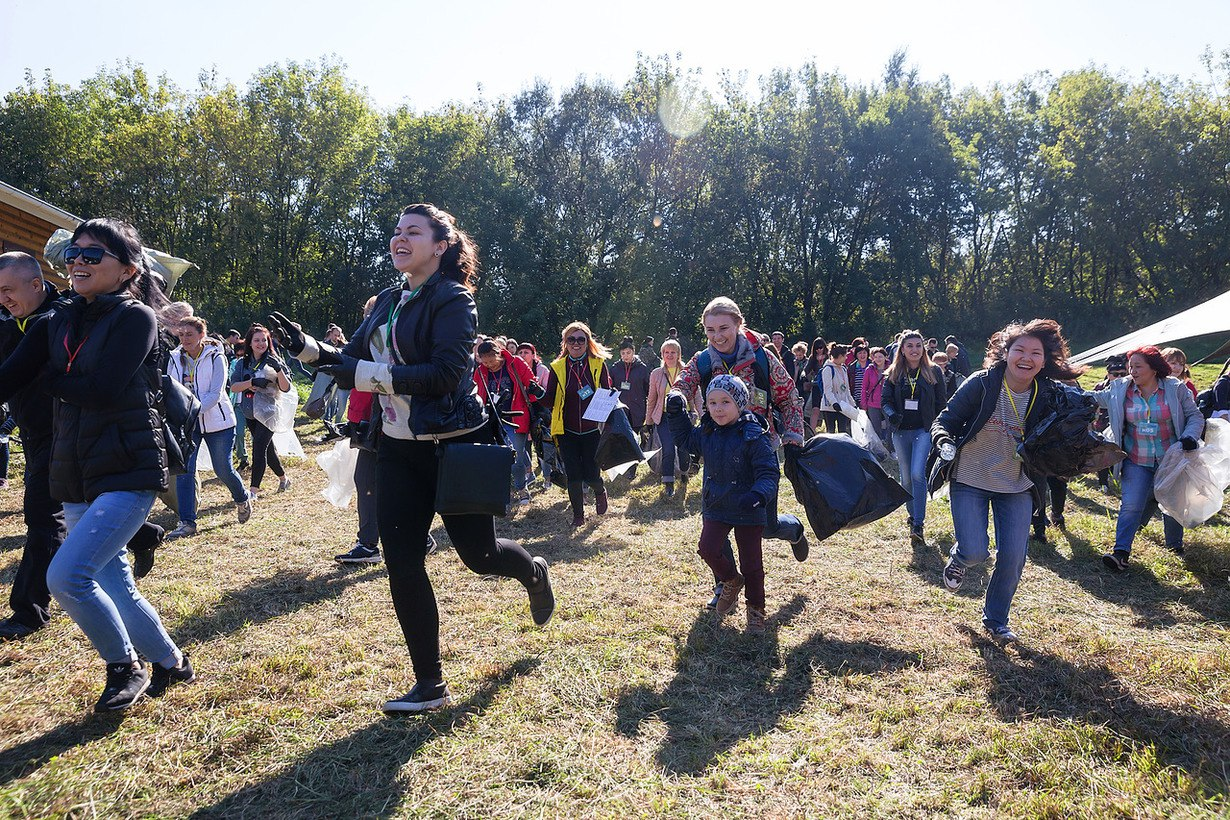
Старт экологического квеста «Чистые Игры»

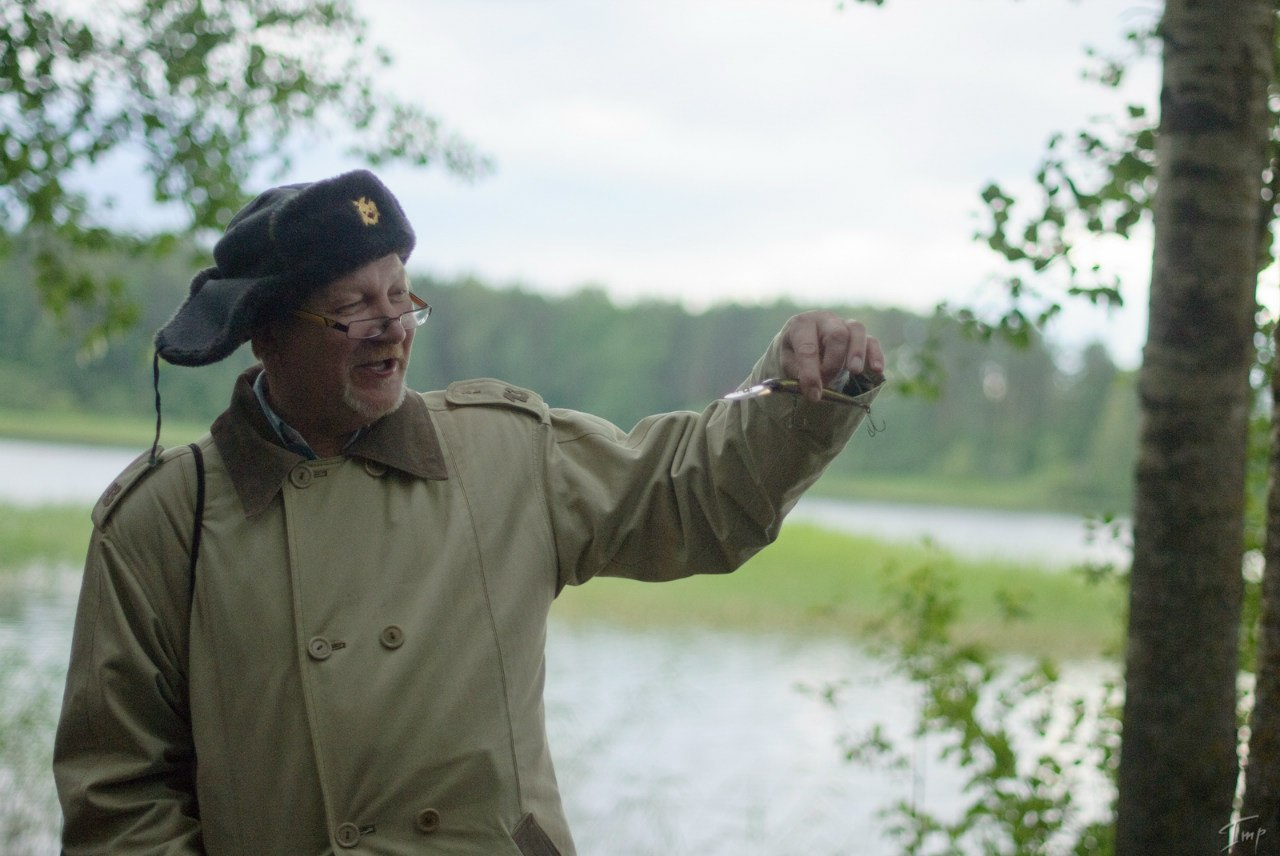
Виктор Бычков на тематическом экоквесте «Карта, мусор, два весла»

Мы увидели на живописных островах горы мусора и вдруг осознали, что никто не собирается его убирать. Один из приятелей предложил организовать такую игру, в которой мусор будет „валютой“, которую можно будет обменять на призы и подарки от спонсоров.Дмитрий Иоффе

### Первая «Чистая Игра» и развитие в регионах России
«Чистые Игры» родились в 2014 году, когда Дмитрий Иоффе с друзьями отправился в поход по озеру Вуокса. Через 2 месяца, 5 июля, при поддержке «Бегущего города» и его директора Игоря Голышева на реке Вуокса состоялась первая игра «Карта, мусор, два весла». На ней было собрано 750 мешков мусора. Мероприятие посетил актер Виктор Бычков (известный как егерь Кузьмич из к/ф «Особенности национальной охоты»).
За 2015 год было проведено 9 игр, суммарное количество участников — 974 человека. На игре «Чистый Петергоф-2» впервые внедрена возможность собирать мусор раздельно. Участники собрали 10 тонн мусора.

### 2016—2017: ежегодный двукратный рост по России
К концу 2016 года количество собранного мусора на всех «Чистых Играх» с момента основания движения достигает отметки 100 тонн. К проекту активнее присоединяются регионы. Среди новых городов-участников Вологда, Казань, Краснодар.
2017 год объявлен годом экологии в России, благодаря чему в течение года к Чистым Играм присоединяется 42 города: Сыктывкар, Омск, Челябинск и другие. Самая массовая игра — 700 участников — проходит в Красноярске. Каждый год количество новых городов-участников удваивалось. Быстрое развитие стало возможным благодаря уникальному формату, увлеченности команды, поддержке и признанию государства.

### 2018—2019: международное развитие
2018 год объявлен годом добровольца в России, «Чистые Игры» выходят за пределы страны. Проект становится официальным партнером международного проекта «Сделаем» (англ. «Let’s do it»). Уборки в формате «Чистых Игр» во Всемирный день чистоты 15 сентября проходят одновременно в 55 городах России.
Первая заграничная игра прошла неожиданно для всех — знакомая проекта, которая работала в Индии преподавателем, провела игру для своих учеников. На июль 2019 года проведена 621 игра, большая часть из которых организована независимыми активистами или общественными организациями из разных городов в разных странах. К проекту присоединились Индия, Китай, Венесуэла, Нигерия, Япония, Вьетнам, Украина, Казахстан. Общими усилиями локализировано 944 тонны отходов, примерно половина из них ушла в переработку.
Осенью 2019 года среди стран Балтийского моря проведён первый международный турнир по «Чистым Играм». Было проведено 10 игр в 6 странах: Латвии, Польше, Украине, России, Беларуси, Эстонии. В Кубке приняли участие 578 игроков, которые собрали 8,5 тонн мусора. Проект был отмечен наградами «Лидеры климатического развития» и «Лучший проект социального предпринимательства в сфере экологии».

### 2020—2021: новые вызовы и решения
В 2020 в связи с пандемией COVID-19 «Чистым Играм» пришлось разработать децентрализованный формат проведения мероприятий. Была учреждена и проведена Премия борцов с мусором, 429 героев из 58 регионов России собрали 371 тысячу литров мусора. В августе-сентябре 2020 года был опробован формат образовательного онлайн-марафона. Более тысячи жителей Петербурга приняли участие в акциях #ЧистыеЧелленджи и #ЧистыеЧелленджи_в_школе.
Осенью 2020 года, был проведен уже второй Кубок Чистоты Балтийского моря, объединивший 613 участников из 7 стран: Беларуси, Дании, Латвии, Литвы, Польши, России, Эстонии. Игроки собрали 11 тонн мусора — это более 1000 мешков. 10 октября 2020 года под эгидой «Чистых Игр» прошёл первый Межконтинентальный Кубок «Россия — США 2020». В нём приняли участие жители 20 городов обеих стран.
Летом 2021 года проведён Первый Арктический Кубок Чистоты. Движение «Чистые Игры» присоединилось к очистке арктических территорий  России от индустриального мусора, оставшегося после освоения Крайнего Севера во времена СССР.

### 2022—2023: вышли на доковидный уровень и превысили его
Арктический Кубок Чистоты стал традиционным и к нему присоединились все 9 регионов российской Арктики.
В апреле 2023 года «Чистые Игры» прошли в рамках Молодежного саммита стран БРИКС в ЮАР, где по итогам конкурса топ-40 среди участников проект занял первое место в категории молодежного волонтерства.
В сентябре 2023 года под эгидой «Чистых Игр» прошёл «Евразийский Кубок Чистоты». Впервые «Чистые Игры» состоялись как крупный международный чемпионат: 50 игр прошли в Армении, Молдавии, Белоруссии, Азербайджане, Таджикистане, Абхазии, Казахстане, Кыргызстане и Узбекистане. В российском сегменте игр участвовали 15600 волонтеров, которые собрали 220 тонн мусора, половина которого была направлена на вторичную переработку.

## Основные направления деятельности
1. Проведения экологических квестов. Все «Чистые Игры» делятся на открытые — куда прийти может любой желающий, и корпоративные. Наряду с грантами, один из основных источников финансирования НКО[34] — проведение эко-квестов для корпораций. Заработанные средства тратятся на содержание штаба проекта и на распространение бесплатной методики для организаторов из других городов и стран.
2. Обучение молодежных лидеров и представителей общественных организаций игровой методике экологического просвещения. Проводятся вебинары[35] и семинары, на которых опытные координаторы рассказывают, как можно с помощью игровых технологий привлечь людей к уборке мусора и приучить к раздельному сбору отходов. Методика проведения квестов распространяется по бесплатной социальной франшизе. Организатором может стать любой желающий, но авторы требуют ответственного подхода к проведению мероприятий[36].

«Каждую игру стараются „упаковать“ как-то оригинально — были игры в стилистике Дикого Запада и Супергероев»

## Функции игрового сайта и приложения

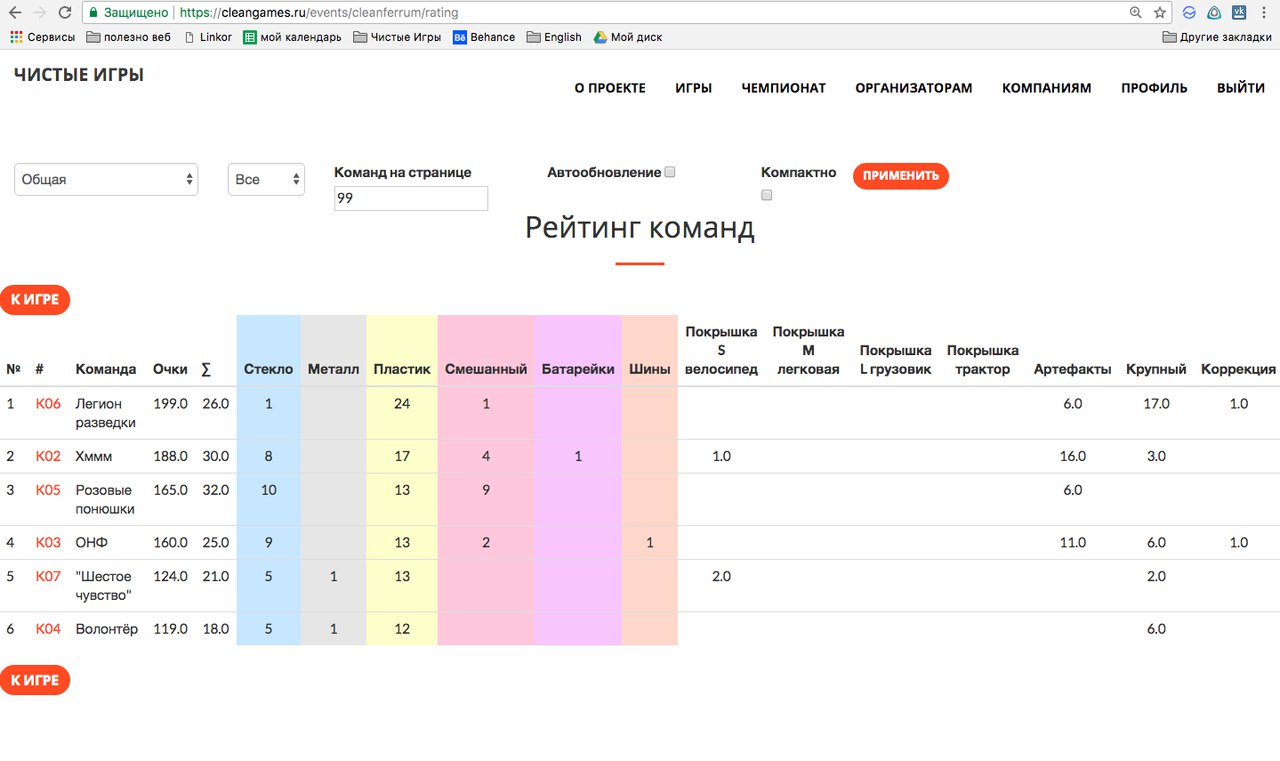
Рейтинг команд онлайн на сайте cleangames.ru

Для того чтобы сделать игру более динамичной и сразу посчитать, кто набрал больше всего баллов, создатели игры разработали сайт cleangames.org и мобильное приложение. Там анонсируются все игры, участники могут зарегистрировать команду, чтобы присоединиться к игре. А на самом мероприятии организаторы используют сайт и приложение для подсчёта очков и создания интерактивной карты. Также участники могут смотреть свой рейтинг и соперников, выполнять дополнительные задания, такие как фотоохота с чекинами (геолокационными отметками).

## Утилизация и переработка собранных на игре отходов
Цель игры — не просто очистить территорию, но и показать, что мусор может быть ценным вторсырьём. Так, по правилам игры, раздельно собранный мусор (например, мешок пластика, стекла или металла) стоит «дороже», чем мешок мусора, собранного вперемешку. Команды собирают мусор в мешки и относят их на «склады». Волонтёры, которые играют роль «скупщиков» оценивают «сырьё» и ставят баллы на сайте, которые, в свою очередь, влияют на рейтинг команды.

Собранный мусор по возможности отправляется на переработку. То, что нельзя переработать, вывозится на местный легальный мусорный полигон. В некоторых удаленных городах нет возможности отправить вторсырьё на переработку. В таком случае требуется, чтобы организаторы игры открыто сообщали участникам, что на этой игре мусор собирается раздельно исключительно в «образовательных целях», чтобы никого не вводить в заблуждение. С утилизацией смешанного мусора (ТБО), как правило, помогают районные администрации, а с переработкой — немного сложнее. Не всё сырьё, собранное на игре, такого качества, что его примут переработчики. И всё же, организоваторы стараются договариваться с мусоросортировочными и мусороперерабатывающими предприятиями.
«В Санкт-Петербурге с вывозом собранного на играх мусора помогает проект „Точка сбора“, в Москве партнёром выступала „Сфера Экологии“. При этом нужно понимать, что таким компаниям вывозить наш мусор не очень-то выгодно. Ведь это мусор, лежавший на земле, грязный. Они работают скорее за идею, как фанаты своего дела“», — рассказывает Дмитрий Иоффе.

## Значимые события
- 27 ноября 2017 в Санкт-Петербурге прошел Форум организаторов «Чистых Игр». В мероприятии приняли участие 38 региональных координаторов движения[37]. На нём обсуждалось создание спортивной экологической лиги[38].Участники форума «Чистых Игр» 27 ноября 2017 в Санкт-Петербурге

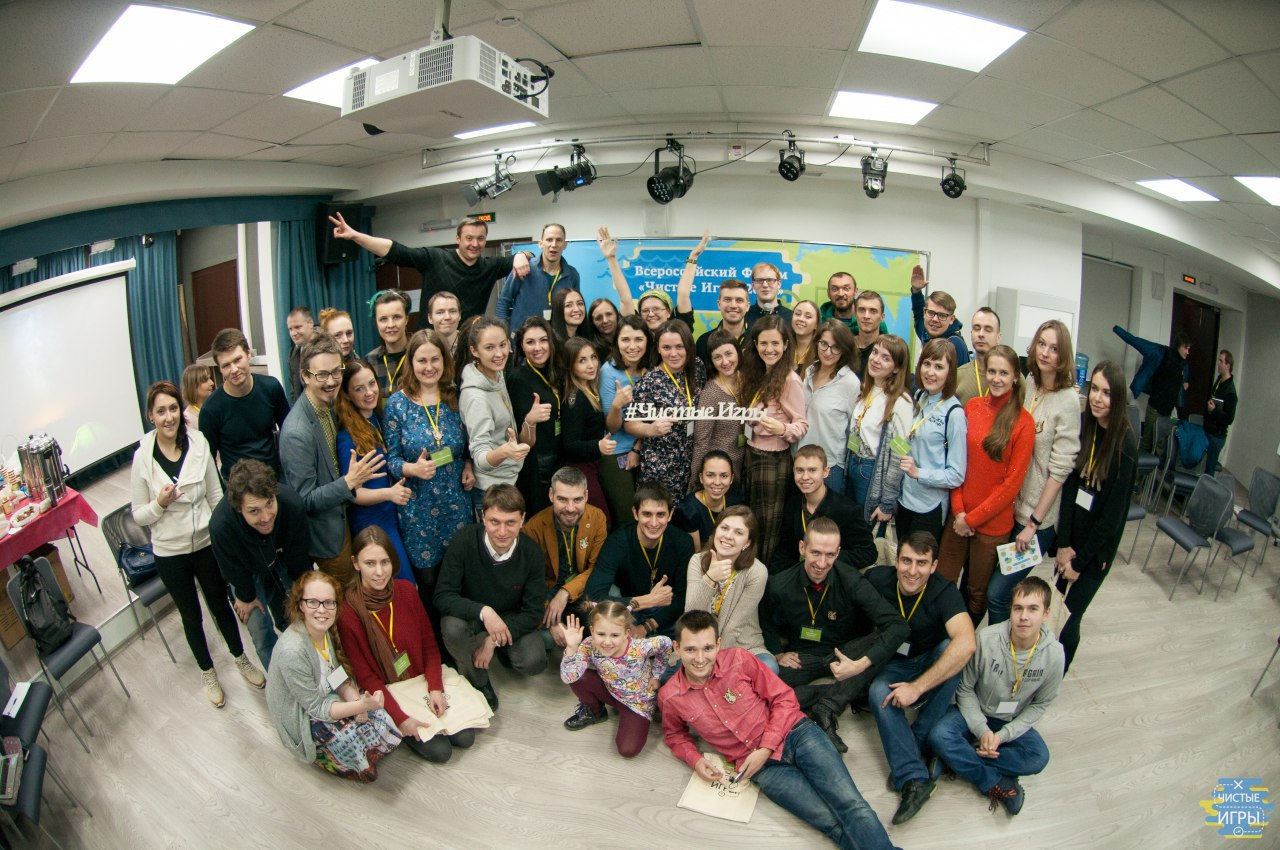
Участники форума «Чистых Игр» 27 ноября 2017 в Санкт-Петербурге

- 9 сентября 2017 года в Москве прошли первые международные «Чистые Игры» совместно с японской с федерацией спортивного сбора мусора Spo-GOMI.

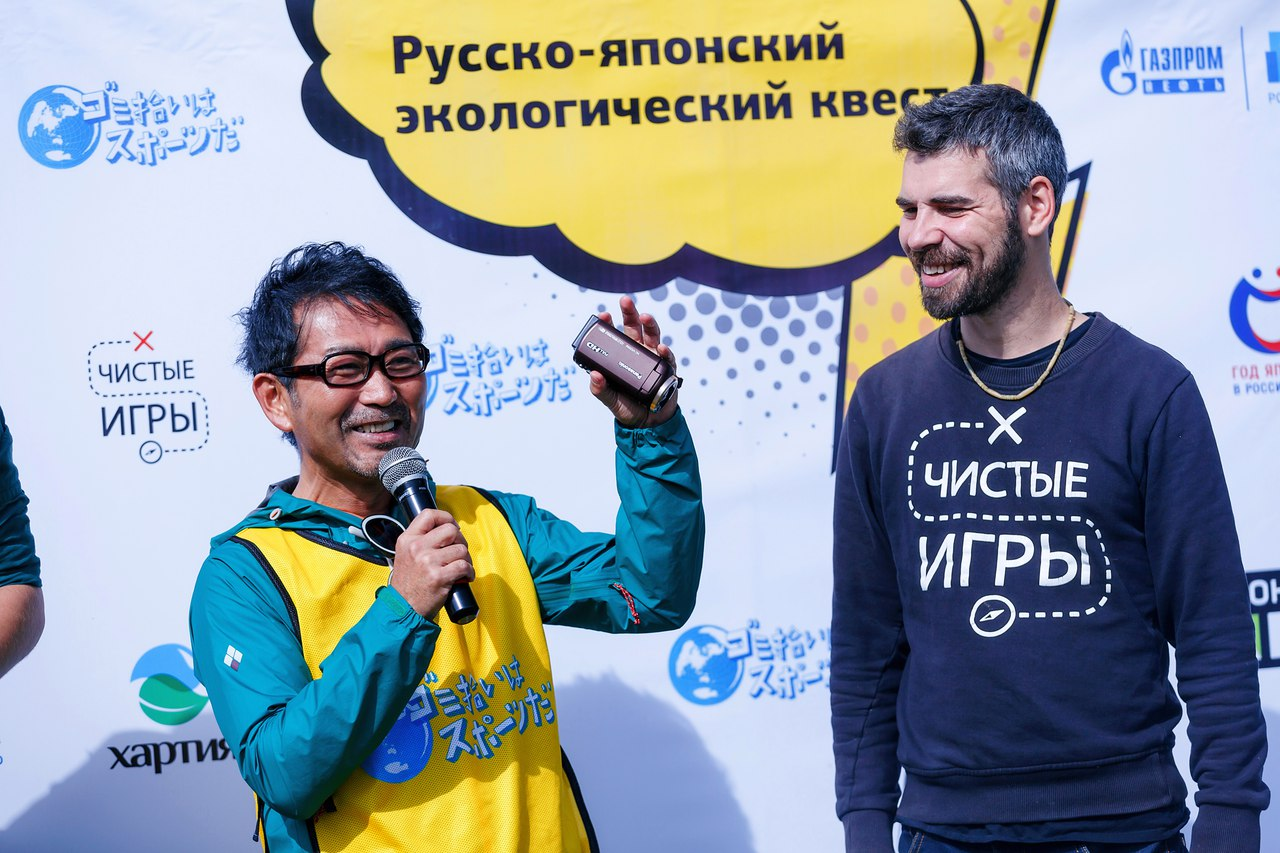
Российско-японские «Чистые Игры» в парке Кузьминки, г. Москва

«Суть нашей деятельности — это решение проблем, которые стоят перед обществом, силами спорта. С прошлого года мы начали проводить соревнования SpoGOMI за пределами Японии и для нас очень отрадно, что в такой торжественный день, день города, мы проводим это мероприятие совместно с «Чистыми Играми» в Москве», — отметил президент Федерации Spo-GOMI Кэнъити Мамицука.

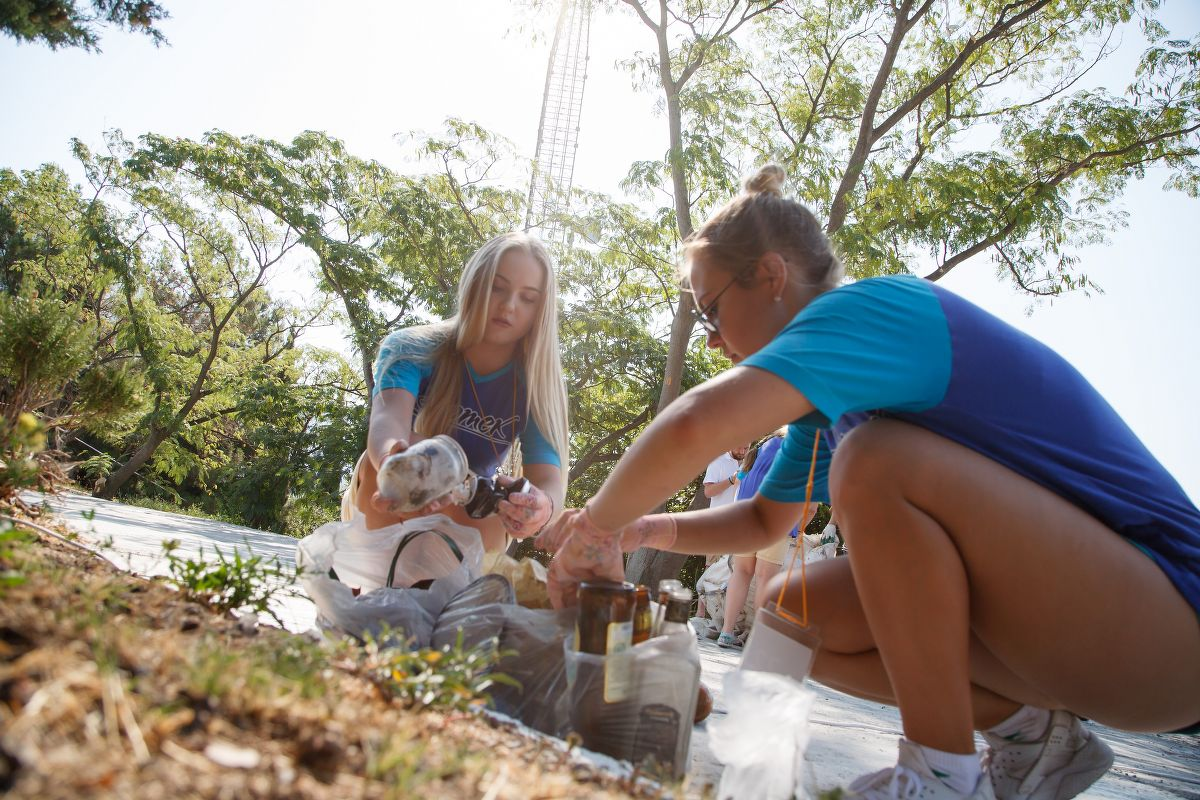
«Чистые Игры» в лагере Артек

- 14 августа 2017 г. при поддержке Агентства стратегических инициатив были проведены «Чистые Игры» в лагере Артек[40]. В них участвовали отряды из нескольких смен Артека, среди мусора был найден цветной телевизор, который оказался рабочим.
- 20 мая 2017 г. прошли «Чистые Игры»  Одинцово. На открытии мероприятия выступили специальный представитель президента РФ Сергей Иванов, губернатор Московской области Андрей Воробьев и директор Агентства стратегических инициатив Светлана Чупшева[41].

«Мне очень приятно видеть здесь столько молодежи, которая хочет сделать нашу страну чище в буквальном смысле этого слова. Вы — молодцы», — сказал на игре 20 мая 2017 года спецпредставитель Президента по вопросам природоохранной деятельности, экологии и транспорта Сергей Иванов.
- По итогам 2017 года «Чистые Игры» вошли в топ-100 проектов Фонда президентских грантов[43].
- В Премии борцов с мусором, проходившей с 5 по 30 июня 2020 года, приняли участие певица Женя Любич и депутат Госдумы Николай Валуев[44]. Женя снялась во вдохновляющем ролике[45] с одной из уборок.

"Меня долгое время расстраивало то, что творится с мусором в наших головах и как следствие — вокруг. В какой-то момент я просто подумала: «А что лично я могу сделать для изменения этой ситуации уже сейчас?» — поделилась эмоциями певица.
- В 2019 году проект был отобран и представлен на II Парижском форуме Мира[46].
- В январе 2020 проект «Чистые Игры»  был презентован на одной из сессий Русского Дома в Давосе, в рамках Всемирного экономического форума[47].
- В ноябре 2021 года проект вошел в число пяти финалистов категории "Молодежь"  международной премии Energy Globe Award и стал национальным победителем от России.[48][49] Церемония награждения состоялась 8 ноября в Глазго, в рамках конференции ООН по изменению климата (COP26).

## Партнеры и международное сотрудничество
Проект поддерживают стратегические партнеры: Роспатриот центр, Росмолодежь, Фонд Моногорода.рф, Комитет по молодежной политике и взаимодействию с общественными организациями Санкт-Петербурга, Ассоциация волонтерских центров, Совет эковолонтерских организаций .
Ключевыми партнерами «Чистых Игр» выступают представители бизнеса, ВКонтакте, «Лента», MARS WRIGLEY, и государства — Фонд президентских грантов.
Партнерами проекта выступают и международные организации. Это всемирное движение Let’s Do It, экологические организации The Baltis Sea Challenge, Coalition Clean Baltic, The Baltic Sea Conservation Foundation, Earthday.org, сообщества ARS Baltica, Council of the Baltic Sea States, Union of the Baltic Cities, молодежные организации The Baltic University Programme, ReGeneration 2030.
«Чистые Игры» поддерживают российские экологические проекты — Мусора.Больше.Нет, Раздельный сбор, Российское экологическое общество, Собиратор, Зеленая Башкирия, Центр Экономии Ресурсов, а также многие другие региональные объединения и команды активистов.
Методикой эко-квестов заинтересовались экологические активисты 37 зарубежных стран, в том числе США, Нигерии, Китая, Японии, Индии.
С 2019 года по 2021 год ежегодно проводился Кубок Чистоты Балтийского моря под эгидой «Чистых Игр» в партнерстве с региональными экологическими сообществами и объединениями.
Для проведения Межконтинентального Кубка «Россия — США» методика «Чистых Игр» в 2020 году была распространена среди экоактивистов и волонтеров 9 американских городов.
Самым масштабным международным турниром к 2024 году стал «Евразийский Кубок Чистоты» 2023 года, объединивший более 32 тысяч игроков в 10 странах СНГ.

## Награды проекта

#### 2017
- Премия «Лучший экологический добровольческий проект Ленинградской Области»
- Обладатель знака общественного признания «Доброволец России-2017» в номинации «Добровольческие инициативы НКО» (Международный форум «Доброволец России»)[57]
- Победитель в номинации «Эко-маркетинг» национальной премии в области экологии «ЭраЭко»[58]

#### 2018
- Премия Русского Географического Общества за «Лучший природоохранный проект года»[59]
- Премия «Лучший эковолонтерский проект года» (федеральный конкурс «Доброволец России»)[60]
- Премия «Наше Подмосковье»

#### 2019
- Специальный приз в номинации «Корпоративная социальная ответственность и благотворительность» премии «Серебряный лучник Северо-Запад»[61]
- «Лучший проект социального предпринимательства в сфере экологии»[62]
- Премия «Лидеры климатического развития»[63]

#### 2020
- «Надежный Партнер. Экология»
- Победа в номинации «Смарт. Дело» конкурса «Смарт. Эволюция»[64]

###### 2021
- Национальный победитель международной премии «Energy Globe Award»[49]